# Transpithecus obtentus
Transpithecus obtentus è un mammifero notoungulato estinto, appartenente ai tipoteri. Visse nell'Eocene medio (circa 40 - 37 milioni di anni fa) e i suoi resti fossili sono stati ritrovati in Sudamerica.

## Descrizione
Questo animale doveva essere vagamente simile a una marmotta, e poteva raggiungere i 50 centimetri di lunghezza. Era molto simile a un roditore pur non essendo strettamente imparentato con questi ultimi. Transpithecus era affine ad altri animali suoi contemporanei, come Notopithecus, ma se ne differenziava per alcune caratteristiche della dentatura. I molari superiori di Transpithecus, ad esempio, erano caratterizzati da una forma quadrangolare e da una piega interna che separava un lobo anteriore più piccolo del lobo posteriore. A metà della corona, inoltre, era presente un piccolo rilievo di smalto. I premolari e i molari superiori erano sprovvisti di cingolo mesiale. Era inoltre presente un piccolo processo discendente della mascella, più o meno all'altezza del margine mesiale del secondo molare superiore. 

## Classificazione
Transpithecus obtentus venne descritto per la prima volta nel 1901 da Florentino Ameghino, sulla base di resti fossili ritrovati in terreni dell'Eocene medio in Argentina. A questa forma sono stati poi attribuiti altri fossili che inizialmente erano stati classificati come generi distinti (Antepithecus, Acoelodus, Patriarchippus). Transpithecus è stato attribuito ai tipoteri, un gruppo di mammiferi notoungulati che nel corso del Cenozoico svilupparono una morfologia molto simile a quella dei roditori. In particolare, Transpithecus è stato avvicinato ad altre forme basali di tipoteri come Notopithecus; questi due generi, solitamente considerate forme basali della famiglia Interatheriidae, sono state più recentemente considerate parte di un clade (Notopithecidae) al di fuori dei veri tipoteri (Vera, 2016).